# Agrostis fuscata
Agrostis fuscata é uma espécie de gramínea do gênero Agrostis, pertencente à família Poaceae.